# Mount Dandenong (berg)
Mount Dandenong är ett berg i Australien. Det ligger i regionen Yarra Ranges och delstaten Victoria, omkring 34 kilometer öster om delstatshuvudstaden Melbourne. Toppen på Mount Dandenong är 1 276 meter över havet. Mount Dandenong ingår i Dandenong Ranges.
Mount Dandenong är den högsta punkten i trakten. Runt Mount Dandenong är det ganska tätbefolkat, med 222 invånare per kvadratkilometer.. Närmaste större samhälle är Rowville, omkring 16 kilometer sydväst om Mount Dandenong.
I omgivningarna runt Mount Dandenong växer i huvudsak städsegrön lövskog. Genomsnittlig årsnederbörd är 1 244 millimeter. Den regnigaste månaden är juli, med i genomsnitt 140 mm nederbörd, och den torraste är januari, med 49 mm nederbörd.